# Frank Möller (Fußballspieler)
Frank Möller (* 11. Juli 1967 in Mainz) ist ein ehemaliger deutscher Fußballspieler.

## Karriere

### Spieler
Frank Möller spielte bis 1989 bei Alemannia Laubenheim in der A Klasse. Anschließend stand er im Kader des 1. FSV Mainz 05. In der Saison 1989/90 kämpfte Möller mit Mainz nach dem Abstieg aus der 2. Bundesliga in der Oberliga Südwest um Punkte. Möller schaffte mit dem Team auf Anhieb die Rückkehr in den deutschen Profifußball und stieg auf. Möller war in Liga 2 Stammspieler und absolvierte 33 Einsätze, in der anschließenden Saison kam er in der Südstaffel auf 21 Einsätze. Durch seine Leistungen wurde der Bundesligist Eintracht Frankfurt auf ihn aufmerksam und verpflichtete ihn zur Rückrunde der Saison 1991/92. Bei Eintracht Frankfurt gab er unter Trainer Dragoslav Stepanović am 23. Spieltag im Spiel gegen den VfL Bochum sein Debüt. In der Saison absolvierte er 13 Einsätze. In der Spielzeit 1991/92 brach er sich im Spiel bei Hansa Rostock nach einem Foulspiel das rechte Wadenbein. Nachdem die Verletzung ausgeheilt war, erlitt Frank Möller im Training einen Kreuzband- und Innenbandriss im rechten Kniegelenk. In den folgenden zwei Spielzeiten kam er auf drei Einsätze. Danach wechselte er zum 1. FC Nürnberg. Möller spielte dort noch ein Jahr Zweitliga-Fußball. Am 4. Spieltag, im Spiel bei Fortuna Düsseldorf, erlitt er erneut einen Kreuzbandriss, was das Karriereende bedeutete.
Frank Möller arbeitet heute als Außendienstmitarbeiter im Sanitär- und Heizungsbereich in einem Mainzer Unternehmen.

### Trainer
Möller trainierte die Mannschaften des FSV Oppenheim und seines Stammvereins Alemannia Laubenheim. Außerdem trainierte er Jugendmannschaften bei Alemannia Laubenheim und war in dessen Vorstand tätig.